# Duda (Fußballspielerin, 1996)
Adailma Aparecida da Silva dos Santos, mit Spitznamen auch Duda bzw. Duda Santos genannt (* 24. März 1996 in Major Isidoro, AL), ist eine brasilianische Fußballspielerin.

## Karriere

### Klub
Ab 2015 war sie bei Chapecoense aktiv, weil sie zuvor nur Futsal gespielt hatte. Im Sommer 2016 ging sie dann zu AE Kindermann und verließ diese im nächsten Sommer schließlich wieder. Diesmal schloss sie sich in Israel dem SC Kiryat Gat an, wo sie aber auch nur ein halbes Jahr aktiv war. Daran anschließend kehrte sie dann nach Brasilien zu Kindermann zurück und spielte hier noch insgesamt weitere drei Jahre. Zum Anfang des Jahres 2021 schloss sie sich dann Palmeiras an. Am Neujahrstag 2024 wurde der Wechsel von Duda Santos zu Ferroviária nach Araraquara bekannt gegeben.

### Nationalmannschaft
Mit der brasilianischen U20 nahm sie an der Weltmeisterschaft 2016 teil und bekam hier in allen Partien Einsatzzeit, zudem erzielte sie im ersten Gruppenspiel auch noch ein Tor. Am Ende schied ihre Mannschaft hier nach dem Viertelfinale gegen Japan aus.
Bei der A-Nationalmannschaft hatte sie ihr Debüt im Jahr 2020. Nachdem sie im November des Jahres erstmals ins Aufgebot berufen wurde. Wurde sie am 28. November zur zweiten Halbzeit für Adriana in einem 6:0-Freundschaftsspielsieg über Ecuador eingewechselt. Am Ende erzielte sie dann hier auch noch das letzte Tor in der 88. Minute.
Ihr erstes großes Turnier war dann die Copa América 2022, bei der sie in drei der Gruppenspiele Einsatzzeit bekam. In der letzten Partie hier gegen Peru gelangen ihr zudem noch ein Tor sowie zwei Assists. Am Ende gewann ihre Mannschaft das Turnier mit einem 1:0-Sieg über Kolumbien im Finale und wurde so Südamerikameister. Dies qualifizierte ihre Mannschaft dann zugleich zudem noch für die Weltmeisterschaft 2023.

## Erfolge
- Copa Libertadores: 2022
- Staatsmeisterschaft von São Paulo: 2022
- Staatspokal von São Paulo: 2021